# Declan Duru
Declan Mmasichukwu Duru Jr. (* 12. Januar 2007 in München) ist ein deutscher Basketballspieler. Zumeist wird er als Small Forward eingesetzt. Er durchlief die Jugendnationalmannschaften des Deutschen Basketball Bundes.

## Laufbahn

### Verein
Declan Duru spielte bis 2020 für die Internationale Basketballakademie München. Nach einer halben Saison in der Jugend der Basketball Löwen Braunschweig wechselte er im Frühjahr 2021 zum spanischen Rekordmeister Real Madrid, wo er zunächst Teil des Kaders der U14 (Infantil A) war und direkt die spanische Meisterschaft gewann. Dies gelang ihm in den Folgejahren zudem zweimal mit der U16. Am 5. Oktober 2022 feierte er bereits sein Debüt im Erwachsenenbereich, als er sein erstes Spiel in der viertklassigen Liga EBA für die B-Mannschaft der Madrilenen bestritt, parallel dazu in jener Spielzeit jedoch auch für die U16 und U18 auflief. In der Saison 2023/24 entschied Duru mit der A-Jugend das Euroleague Basketball Next Generation Tournament für sich.
Sein Profidebüt für Real Madrid feierte Duru am 3. November 2024 in einer Meisterschaftsbegegnung gegen UCAM Murcia. In den beiden Jahren zuvor nahm er bereits an der Saisonvorbereitung der Profimannschaft teil. Am 12. November 2024 bekam er seine ersten Minuten in der Euroleague.
Im Sommer 2025 wechselte Duru in die Vereinigten Staaten an die University of Texas.

### Nationalmannschaft
Declan Duru bestritt mit Deutschland die U16-European Challengers 2021, einem statt der aufgrund der COVID-19-Pandemie abgesagten Europameisterschaft von der FIBA veranstaltetem Turnier bei dem seine Landesauswahl den zweiten Platz in der Gruppe B hinter Polen belegte. Im Jahr 2022 setzte er sich mit Deutschland in der B-Europameisterschaft durch und schaffte somit den Aufstieg in die erste Division. Im Sommer 2023 stand er erneut im Endrundenaufgebot der U16 und erreichte mit dieser den fünften Platz, der zugleich die Qualifikation für die U17-Weltmeisterschaft 2024 ermöglichte. Duru brachte es im Laufe des Turniers auf durchschnittlich 12 Punkte, 9,9 Rebounds und 3,3 Assists und war damit eine wichtige Stütze seiner Mannschaft. Bei der Weltmeisterschaft im darauffolgenden Jahr schied er mit der deutschen U17-Nationalmannschaft im Achtelfinale gegen den Gastgeber Türkei aus. Sein Debüt in der U18 feierte Duru im Zuge der Europameisterschaft 2024 bei der sich Deutschland durch ein 93:83 im Endspiel gegen Serbien zum ersten Mal in der Geschichte zum Sieger krönte. Er selbst steuerte als zweitjüngster Spieler im Kader 9,8 Punkte, 5,7 Rebounds und 1,5 Assists pro Spiel bei.
Im Juli 2025 stand er mit der deutschen Auswahl im Endspiel der U19-Weltmeisterschaft. Dort unterlag man den Vereinigten Staaten. Duru kam im Turnierverlauf auf Mittelwerte von 12,7 Punkten und 5,7 Rebounds je Begegnung.

## Erfolge
Verein
- Euroleague Basketball Next Generation Tournament: 2023/24

Nationalmannschaft
- Gold U18-Europameisterschaft 2024
- Silber U19-Weltmeisterschaft 2025